# レッグウォーマー

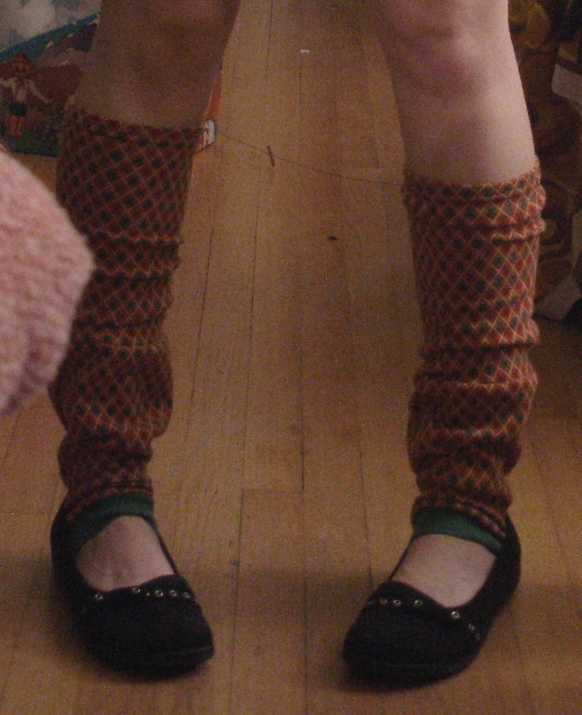
レッグウォーマーはファッションの一部として用いられる。

レッグウォーマー（英: leg warmer）とは、膝下で脹脛の保温のために使われる靴下の一種である。登山などで使うニット製のゲートル。 
1980年代のエアロビクスブームの頃から足もとの装飾のためにも使われるようになり、流行した。別冊宝島の記述によると、1982年のサブカル・流行の1つとなっている。